# Heiligenhof (Kreis Heiligenbeil)
Heiligenhof war ein Ort im Kreis Heiligenbeil in Ostpreußen. Seine Ortsstelle befindet sich heute im Munizipalkreis Rajon Bagrationowsk (Stadtkreis Preußisch Eylau) in der russischen Oblast Kaliningrad (Gebiet Königsberg (Preußen)).

## Geographische Lage
Die Ortsstelle Heiligenhofs liegt im westlichen Süden der Oblast Kaliningrad, 21 Kilometer östlich der früheren Kreisstadt Heiligenbeil (russisch Mamonowo) bzw. 25 Kilometer nordwestlich der heutigen Rajonshauptstadt Bagrationowsk (deutsch Preußisch Eylau).

## Geschichte
Das Gründungsdatum des kleinen Hofs, der bis zum 21. April 1846 Abbau Degen hieß, ist nicht belegt. Bis 1945 war Heiligenhof ein Wohnplatz innerhalb der Stadt Zinten (russisch Kornewo) im ostpreußischen Kreis Heiligenbeil.
Als 1945 das gesamte nördliche Ostpreußen in Kriegsfolge an die Sowjetunion fiel, war auch Heiligenhof davon betroffen. Allerdings gibt es seither von dem Ort keine Spur, es ist weder eine russische Namensgebung noch eine Zuordnung zu einem Dorfsowjet bekannt. Der Ort gilt als untergegangen. Seine Ortsstelle gehört zum Rajon Bagrationowsk (Stadtkreis Preußisch Eylau) in der russischen Oblast Kaliningrad (Gebiet Königsberg (Preußen)).

## Religion
Bis 1945 war Heiligenhof als Wohnplatz von Zinten in die Kirchen der Stadt eingegliedert: in die evangelische Kirchengemeinde innerhalb der Kirchenprovinz Ostpreußen der Kirche der Altpreußischen Union, und auch in die römisch-katholische Pfarrei Zintens im Dekanat Mehlsack (heute polnisch Pieniężno) des damaligen Bistums Ermland.

## Verkehr
Die Ortsstelle Heiligenhofs liegt westlich der Kommunalstraße 27K-109 von Kornewo (Zinten) über Groß Klingbeck nach Laduschkin (Ludwigsort). Zinten war die nächste Bahnstation für die Bahnstrecken Königsberg–Allenstein, Königsberg–Heilsberg und Heiligenbeil–Preußisch Eylau.